# Live 1999 (album của Lara Fabian)
| Đánh giá chuyên môn | Đánh giá chuyên môn |
| Nguồn đánh giá      | Nguồn đánh giá      |
| Nguồn               | Đánh giá            |
| ------------------- | ------------------- |
| AllMusic            | [ 2 ]               |

Live 1999 là album trực tiếp đầu tiên trong sự nghiệp của nữ ca sĩ người Bỉ-Canada Lara Fabian. Album được Polydor phát hành vào năm 1999 và ra mắt ở vị trí quán quân trên bảng xếp hạng album của Pháp. Tính đến cuối tháng 5 năm 2000, album đã bán được tổng cộng 700.000 bản tại Canada và Pháp.

## Danh sách bài hát

### Phiên bản 2 CD
Nguồn: 
| Thứ tự | Tựa đề                                      | Nhạc                      | Lời                         | Thời lượng |
| CD 1   | CD 1                                        | CD 1                      | CD 1                        | CD 1       |
| ------ | ------------------------------------------- | ------------------------- | --------------------------- | ---------- |
| 1      | "Ouverture Tout"                            | Rick Allison              | Lara Fabian                 | 01:58      |
| 2      | "Alléluia"                                  | Daniel Seff, Rick Allison | Lara Fabian                 | 04:14      |
| 3      | "Les amoureux de l'an deux mille"           | Rick Allison              | Lara Fabian                 | 05:21      |
| 4      | "Leïla"                                     | Meissner Stan             | Lara Fabian                 | 06:09      |
| 5      | "La différence"                             | Rick Allison              | Lara Fabian                 | 04:19      |
| 6      | "Perdere l'amore"                           | Marcello Marrocchi        | Giampiero Artegiani         | 05:33      |
| 7      | "J'ai zappé"                                | Vincent Thoma             | Dominique Owen              | 05:25      |
| 8      | "Si tu m'aimes"                             | Rick Allison              | Lara Fabian                 | 04:30      |
| 9      | "Evidemment" (với Rick Allison)             | Michel Berger             | Michel Berger               | 04:15      |
| 10     | "Tout"                                      | Rick Allison              | Lara Fabian                 | 04:44      |
| CD 2   |                                             |                           |                             |            |
| 1      | "Humana"                                    | Rick Allison              | Lara Fabian                 | 05:50      |
| 2      | "Urgent désir"                              | Daniel Lavoie             | Daniel Lavoie, Mario Proulx | 04:27      |
| 3      | "Ici"                                       | Daniel Seff               | Lara Fabian, Daniel Seff    | 03:29      |
| 4      | "Dites-moi pourquoi je l'aime"              | Dave Pickell              | Lara Fabian, Lovena Fox     | 05:18      |
| 5      | "Réveille-toi brother"                      | Rick Allison, Marc Langis | Lara Fabian                 | 07:23      |
| 6      | "Je suis malade"                            | Alice Dona                | Serge Lama                  | 05:25      |
| 7      | "Je t'aime"                                 | Rick Allison              | Lara Fabian                 | 06:15      |
| 8      | "Je t'appartiens"                           | Janey Clewer              | Lara Fabian                 | 03:47      |
| 9      | "Requiem pour un fou" (với Johnny Hallyday) | G Layani                  | Gilles Thibaut              | 04:04      |

### Phiên bản 1 CD
| Thứ tự | Tựa đề                          | Nhạc                      | Lời                      | Thời lượng |
| ------ | ------------------------------- | ------------------------- | ------------------------ | ---------- |
| 1      | "Overture Tout"                 | Rick Allison              | Lara Fabian              | 01:58      |
| 2      | "Alléluia"                      | Daniel Seff, Rick Allison | Lara Fabian              | 04:14      |
| 3      | "Leïla"                         | Meissner Stan             | Lara Fabian              | 06:09      |
| 4      | "Perdere l'amore"               | Marcello Marrocchi        | Giampiero Artegiani      | 05:33      |
| 5      | "J'ai zappé"                    | Vincent Thoma             | Dominique Owen           | 05:25      |
| 6      | "Si tu m'aimes"                 | Rick Allison              | Lara Fabian              | 04:30      |
| 7      | "Evidemment" (với Rick Allison) | Michel Berger             | Michel Berger            | 04:15      |
| 8      | "Tout"                          | Rick Allison              | Lara Fabian              | 04:44      |
| 9      | "Humana"                        | Rick Allison              | Lara Fabian              | 05:50      |
| 10     | "Ici"                           | Daniel Seff               | Lara Fabian, Daniel Seff | 03:29      |
| 11     | "Dites-moi pourquoi je l'aime"  | Dave Pickell              | Lara Fabian, Lovena Fox  | 05:18      |
| 12     | "Je suis malade"                | Alice Dona                | Serge Lama               | 05:25      |
| 13     | "Je t'aime"                     | Rick Allison              | Lara Fabian              | 06:15      |
| 14     | "Je t'appartiens"               | Janey Clewer              | Lara Fabian              | 03:47      |

## Xếp hạng và chứng nhận
| Bảng xếp hạng (1999)         | Vị trí cao nhất |
| ---------------------------- | --------------- |
| Album Bỉ (Ultratop Wallonie) | 1               |
| Album Pháp (SNEP)            | 1               |

| Bảng xếp hạng (1999)                      | Vị trí |
| ----------------------------------------- | ------ |
| Bỉ (Ultratop Wallonia)                    | 9      |
| Bỉ Francophone Albums (Ultratop Wallonia) | 8      |
| Pháp (SNEP)                               | 29     |

| Quốc gia                                                                           | Chứng nhận | Số đơn vị/doanh số chứng nhận |
| ---------------------------------------------------------------------------------- | ---------- | ----------------------------- |
| Bỉ (BEA)                                                                           | Vàng       | 25.000*                       |
| Pháp (SNEP)                                                                        | Bạch kim   | 387.800                       |
| * Chứng nhận dựa theo doanh số tiêu thụ. ^ Chứng nhận dựa theo doanh số nhập hàng. |            |                               |